# Шерстобитов, Иван Петрович
Иван Петрович Шерстобитов (20.04.1917, с. Воскресенское, Осинский уезд, Пермская губерния — 18.03.1978) — командир взвода пешей разведки 1234-го стрелкового полка, старший сержант — на момент представления к награждению орденом Славы 1-й степени.

## Биография
Родился 20 апреля 1917 года в селе Воскресенское Осинского уезда Пермской губернии (ныне — Уинский район Пермского края) в семье служащего.
Окончил педагогический техникум в городе Кунгуре. Работал учителем в поселке Суксун Кунгурского района.
В 1939 году был призван в Красную Армию. Службу проходил на Дальнем Востоке. На фронте в Великую Отечественную войну с августа 1942 года. Боевое крещение получил под Сталинградом, был тяжело ранен. После госпиталя воевал на Северо-Западном фронте под Старой Руссой. К осени 1944 года старший сержант Шерстобитов — помощник командира взвода пешей разведки 1234-го стрелкового полка 370-й стрелковой дивизии. Особо отличился в боях за освобождение Польши и на территории Германии.
В ночь на 22 сентября 1944 года старший сержант Шерстобитов с группой разведчиков у населенного пункта Ленка захватил в плен гитлеровца, давшего ценные сведения.
Приказом от 5 октября 1944 года старший сержант Шерстобитов Иван Петрович награждён орденом Славы 3-й степени.
14 января 1945 года старший сержант Шерстобитов с бойцами на подступах к станции Гарбатка-Летниско сразил более 10 и участвовал в пленении 12 противников.
Приказом от 27 марта 1945 года старший сержант Шерстобитов Иван Петрович награждён орденом Славы 2-й степени.
16 апреля 1945 года при прорыве обороны противника в 5 км северо-западнее города Франкфурт-на-Одере старший сержант Шерстобитов ворвался во вражескую траншею, уничтожил 6 и пленил несколько противников. В ходе преследования противника разведчики ещё ликвидировали и пленили свыше 30 пехотинцев.
Указом Президиума Верховного Совета СССР от 31 мая 1945 года за исключительное мужество, отвагу и бесстрашие, проявленные в боях с вражескими захватчиками, старший сержант Шерстобитов Иван Петрович награждён орденом Славы 1-й степени Стал полным кавалером ордена Славы.
В 1945 году был демобилизован. Вернулся на родину, работал председателем колхоза. Затем много лет — учителем в средней школе № 1 в поселке Суксун. Член КПСС с 1957 года.
Скончался 18 марта 1978 года.
Награждён орденами Красной Звезды, Славы 3-х степеней, медалями.
На доме, где он жил, и на здании школы установлены мемориальные доски.